# Sauce Montrull
Sauce Montrull o El Sauce es una localidad y comuna de 1ª categoría de los distritos Sauce y Espinillo del departamento Paraná, en la provincia de Entre Ríos, República Argentina. Se encuentra sobre la Ruta Nacional 12, y la Ruta Nacional 18, ambas constituyen sus principales vías de comunicación vinculándola al sudoeste con la ciudad de Paraná y al nordeste con Cerrito por Ruta Nacional 12 y al este con la ciudad de Viale por Ruta Nacional 18. Es conocida por estar en su jurisdicción el autódromo de Paraná, donde se desarrollan competencias nacionales. Forma parte del aglomerado Gran Paraná.
La población de la localidad, es decir sin considerar el área rural, era de 258 personas en 1991 y de 425 en 2001. La población de la jurisdicción de la junta de gobierno era de 586 habitantes en 2001.
El arroyo El Sauce atraviesa la localidad, en la cual se asientan muchas casas de fin de semana de residentes de Paraná.
Hasta diciembre de 2010 la localidad contaba con plaza pública.
La junta de gobierno de Sauce Montrull fue creada por decreto 2511/1975 MGJE del 27 de junio de 1975, siendo la primera creada en la provincia. El 10 de junio de 2015 fue elevada a la primera categoría por decreto 1690/2015 MGJ.
Los límites jurisdiccionales de la junta de gobierno fueron establecidos por decreto 686/1985 MGJE del 12 de marzo de 1985 y modificados por decreto 3398/1985 MGJE del 4 de septiembre de 1985. La planta urbana de la localidad fue fijada por decreto 3399/1985 MGJE del 4 de septiembre de 1985, y ampliada por decreto 2703/2010 MGJE del 12 de agosto de 2010.
Se puede acceder a esta localidad por medio de las rutas nacionales 12 y 18.

## Comuna
La reforma de la Constitución de la Provincia de Entre Ríos que entró en vigencia el 1 de noviembre de 2008 dispuso la creación de las comunas, lo que fue reglamentado por la Ley de Comunas n.º 10644, sancionada el 28 de noviembre de 2018 y promulgada el 14 de diciembre de 2018. La ley dispuso que todo centro de población estable que en una superficie de al menos 75 km² contenga entre 700 y 1500 habitantes, constituye una comuna de 1ª categoría. La Ley de Comunas fue reglamentada por el Poder Ejecutivo provincial mediante el decreto 110/2019 de 12 de febrero de 2019, que declaró el reconocimiento ad referéndum del Poder Legislativo de 34 comunas de 1ª categoría con efecto a partir del 11 de diciembre de 2019, entre las cuales se halla Sauce Montrull. La comuna está gobernada por un departamento ejecutivo y por un consejo comunal de 8 miembros, cuyo presidente es a la vez el presidente comunal. Sus primeras autoridades fueron elegidas en las elecciones de 9 de junio de 2019.

## Cultura y tradiciones
Sauce Montrull posee una vida cultural activa que refleja el compromiso de su comunidad por preservar y difundir las tradiciones regionales. Entre sus eventos más destacados se encuentra el Festival Folclórico del Aguaribay, que se realizó por primera vez el 8 de marzo de 2025 con entrada libre y gratuita.
Asimismo, desde 2024 la comuna organiza la Fiesta Regional de la Independencia, un evento que combina actos protocolares, música, danza y una feria de emprendedores gastronómicos y artesanales.